# عادل محسن
عادل محسن علي شاعر شعبي عراقي (1 آب 1960 – 17 أيلول 2020م)، ولد وتوفى في بغداد عاصمة العراق، اشتهر بكتابة الأغاني، وحصل على جوائز عدة منها جائزة أفضل شاعر غنائي عراقي في عام 2000، وجائزة الإبداع الثقافي لعام 1999 من وزارة الثقافة وجائزة لقب أفضل شاعر شاب لعام 1999.

## الدراسة والأعمال
تخرج من جامعة بغداد كلية التربية في قسم التاريخ سنة 1985. امتهن التدريس بعد تخرجهِ.

## اهم قصائده
لهُ عدة قصائد منها:
- الأب.
- كون يمك.
- دكيت باب الوطن.
- تمنيت أعود ابيتنا.